# Rockingham County, Virginia
Rockingham County är ett administrativt område i delstaten Virginia, USA, med 76 314 invånare. Den administrativa huvudorten (county seat) är Harrisonburg, en stad som ligger som en enklav i countyt och i sig inte ingår i det.
En del av Shenandoah nationalpark ligger i countyt. 

## Geografi
Enligt United States Census Bureau har countyt en total area på 2 210 km². 2 204 km² av den arean är land och 6 km² är vatten.  

### Angränsande countyn
- Pendleton County, West Virginia - väster
- Hardy County, West Virginia - norr

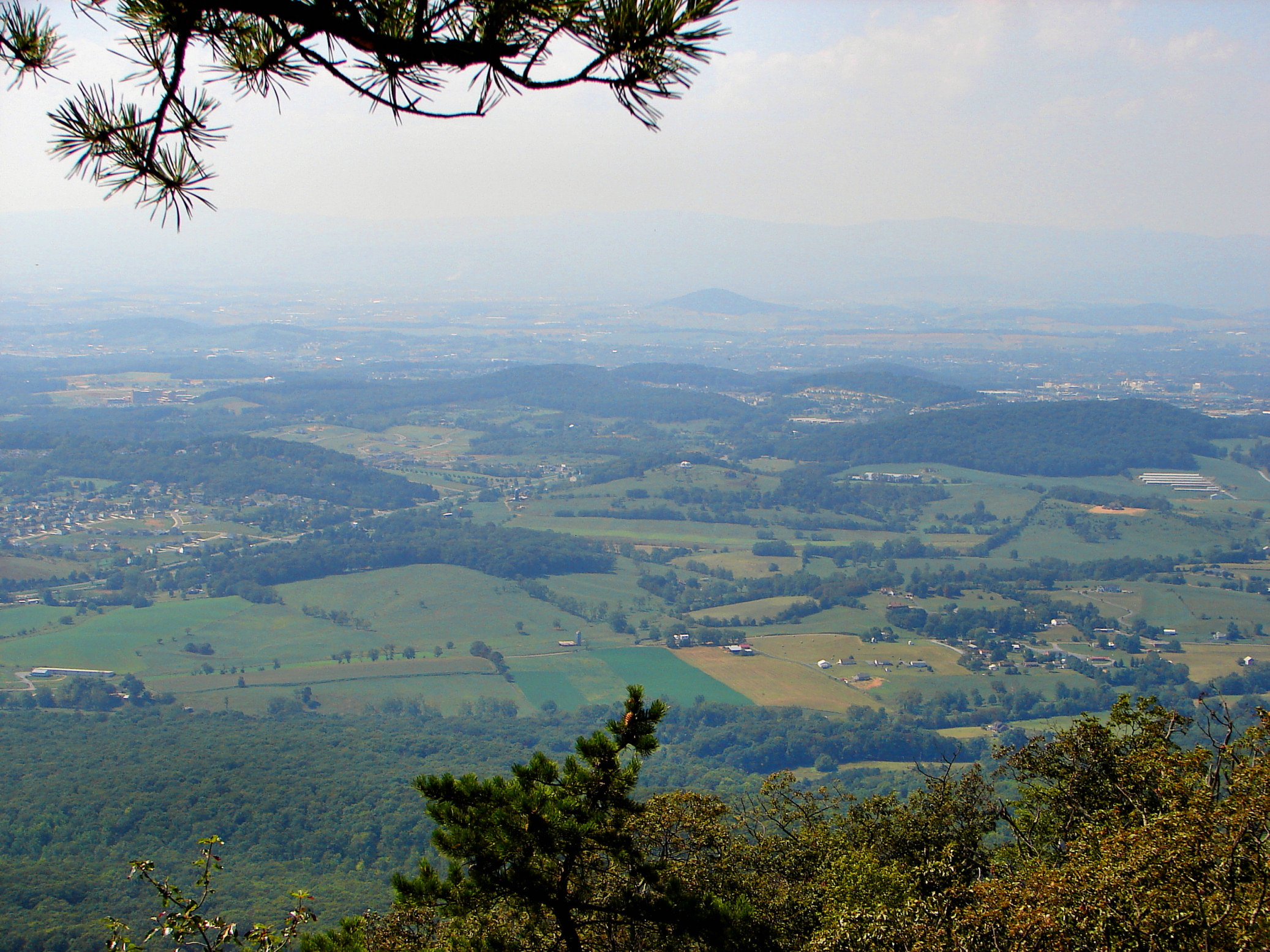

- Shenandoah County - nordost
- Page County - öster
- Greene County - sydost
- Albemarle County - sydost
- Augusta County - sydväst